# Sacacani
Sacacani ist eine ländliche Streusiedlung im Departamento La Paz im Hochland des südamerikanischen Andenstaates Bolivien.

## Lage im Nahraum
Sacacani ist der drittgrößte Ort des Kanton Curva Pucará im Municipio Laja in der Provinz Los Andes und liegt auf einer Höhe von 3974 m am Río Taypi Churo, einem Bachlauf, der aus Süden kommend über den Río Guaquira zum Río Tiwanaku und weiter in den Titicacasee fließt. Fünf Kilometer südwestlich von Sacacani erstreckt sich ein Höhenrücken mit dem Cerro Kullulli (4642 m) in nordwestlicher Richtung.

## Geographie
Sacacani liegt auf dem bolivianischen Altiplano zwischen den Anden-Gebirgsketten der Cordillera Occidental im Westen und der Cordillera Central im Osten. Das Klima der Region ist ein typisches Tageszeitenklima, bei dem die Durchschnittstemperaturen im Tagesverlauf stärker schwanken als im Jahresverlauf.
Die mittlere Jahrestemperatur von Viacha liegt bei knapp 9 °C, der Jahresniederschlag beträgt etwa 600 mm (siehe Klimadiagramm Viacha). Die Monatsdurchschnittstemperaturen schwanken nur unwesentlich zwischen 6 °C im Juli und 10 °C von November bis Februar. Die Monate Mai bis August sind arid mit Monatsniederschlägen von weniger als 15 mm, in den Südsommer-Monaten Januar und Februar werden Monatsniederschläge von mehr als 100 mm gemessen.

## Verkehrsnetz
Sacacani liegt in einer Entfernung von 63 Straßenkilometern westlich von La Paz, der Hauptstadt des Departamentos.
Von La Paz führt die Nationalstraße Ruta 19 in südwestlicher Richtung 35 Kilometer bis Viacha und von dort weiter bis Charaña an der peruanischen Grenze. Von Viacha aus folgt man der Ruta 43 über 20 Kilometer nach Südwesten bis zur Ortschaft San Juan de Satatotora; von dort sind es noch einmal acht Kilometer in westlicher Richtung bis Sacacani.

## Bevölkerung
Die Einwohnerzahl der Ortschaft ist im Jahrzehnt zwischen den beiden letzten Volkszählungen um etwa zwei Drittel angestiegen:
| Jahr | Einwohner         | Quelle       |
| ---- | ----------------- | ------------ |
| 1992 | keine Detaildaten | Volkszählung |
| 2001 | 380               | Volkszählung |
| 2012 | 619               | Volkszählung |
| 2024 |                   | Volkszählung |

Die Region weist einen hohen Anteil an Aymara-Bevölkerung auf, im Municipio Laja sprechen 97,2 Prozent der Bevölkerung Aymara.